# モハメッド・ウオーニー
モハメッド・ハローウナ・ウオーニー（Mohamed Harouna Woni、1977年11月19日 - ）は、コートジボワール出身のプロバスケットボール選手である。ポジションはセンター・フォワード。レラカムイ北海道所属。

## 人物
米国のセントジョーンズ・プロスペクト・ホール高校、クレムゾン大学からUSBLフロリダ・シードラゴンズに入団。
以降、中国・メキシコ・フランスなど多くの国を渡り歩き、2008年はIBL、ポートランド・シヌックスでプレー後、レラカムイ北海道に入団。しかし膝の古傷を抱えており、先発出場はなく5試合38分間出場で13得点10リバウンドと期待を裏切ったため10月14日付で契約解除となった。